# Петар Ђорђић
Петар Ђорђић (Шабац, 17. септембар 1990) је српски рукометаш. Игра на позицији левог бека, тренутно наступа за Партизан а био је и репрезентативац Србије. Каријеру је започео у млађим категоријама Валау-Масенхајма и Кирцхела. У сениорској каријери наступао је за немачке клубове Вецлар, Фленсбург Хандевит (у два наврата) и Хамбург, белоруски Мешков Брест, португалску Бенфику и великог ривала новосадску Војводину. Његов отац је чувени репрезентативац Југославије Зоран Ђорђић, голманска легенда Металопластике, Партизана и Валау-Масенхајма.

## Трофеји

### Фленсбург Хандевит
- Куп победника купова (1) : 2011/12.

### Мешков Брест
- Првенство Белорусије (2) : 2017/18, 2018/19.
- Куп Белорусије (1) : 2017/18.

### Бенфика
- Лига Европе (1) : 2021/22.
- Суперкуп Португалије (1) : 2022.

### Војводина
- Првенство Србије (1) : 2023/24.
- Суперкуп Србије (1) : 2024.
- Свесрпски куп (1) : 2024.

### Партизан
- Првенство Србије (1) : 2024/25.

### Индивидуална признања
- Најбољи стрелац Лиге Европе (1) : 2021/22.